# Magnolia amoena
Espèce
Statut de conservation UICN

 VU B1ab(iii,iv) : Vulnérable
Magnolia amoena est une espèce de plantes à fleurs de la famille des Magnoliaceae. C'est un arbre endémique de Chine.

## Répartition et habitat
Cette espèce est endémique au sud-est de la Chine, elle est présente dans les provinces de Anhui, Jiangsu, Jiangxi et Zhejiang. Elle pousse dans les forêts mixtes entre 700 et 1 000 m d'altitude.

## Synonymes
- Yulania amoena